# Estación de Collioure
La estación de Collioure es una estación ferroviaria francesa de la línea Narbona - Portbou, situada en la comuna de Collioure, en el departamento de los Pirineos Orientales, en la región de Languedoc-Rosellón. Por ella transitan tanto trenes de larga distancia como trenes regionales.  

## Situación ferroviaria
La estación se sitúa en el PK 495,822 de la línea férrea Narbona - Portbou. Tiene la particularidad de situarse entre los túneles de la Croix-de-Force (562 metros) y Saint-Elme (842 metros).  

## Historia
La estación fue inaugurada en 1878 con la apertura del tramo Perpiñán-Portbou por la Compañía de Ferrocarriles del Mediodía. En 1935, la compañía que disponía de la concesión inicial fue absorbida por la Compañía de Ferrocarriles de París a Orléans dando lugar a la Compañía PO-Mediodía. Dos años después, la explotación pasó a manos de la SNCF. La electrificación data de 1982.

## La estación
Posee un clásico edificio de viajeros de dos plantas y zonas anexas de menor altura. Se compone de dos andenes laterales y de dos vías. Permanece abierto todos los días de la semana y dispone de taquillas y de máquinas expendedoras de billetes.

## Servicios ferroviarios

### Larga distancia
A pesar de ser una estación menor, varios trenes de grandes líneas hacen su parada en ella.
- Línea París - Cerbère. Tren Téoz.
- Línea París - Cerbère. Tren Lunéa.
- Línea Luxemburgo / Estrasburgo - Cerbère / Portbou. Tren Lunéa. Fines de semana y vacaciones.

### Regionales
Los TER cubren los siguientes trayectos:
- Línea Toulouse ↔ Cerbère
- Línea Narbona / Nîmes / Aviñón ↔ Cerbère